# Expo 1933
L'Esposizione universale di Chicago (conosciuta anche con il nome Century of Progress, denominata World's Fair)  si svolse dal 27 maggio al 1º novembre 1933 a Chicago. Successivamente si è svolta una seconda sessione dal 1º giugno al 31 ottobre del 1934. Il tema della esposizione era "Un Secolo di Progresso" (Century of Progress) riferito alle celebrazioni del centenario della città. L'esposizione, la cui cerimonia di apertura ebbe luogo al Soldier Field, si svolse a Burnham Park su una superficie di 170 ettari. La mostra contando le due sessioni è stata visitata in totale da 38.872.000 persone, di cui 22.317.221 visitatori nel 1933 e 16.554.779 nel 1934.

## Paesi partecipanti
All'Esposizione universale di Chicago hanno ufficialmente partecipato 16 paesi:
| Paesi partecipanti | Paesi partecipanti | Paesi partecipanti | Paesi partecipanti |
| ------------------ | ------------------ | ------------------ | ------------------ |
| Brasile            | Rep. Ceca          | Cina               | Costa Rica         |
| Egitto             | Spagna             | Stati Uniti        | Irlanda            |
| Italia             | Giappone           | Lussemburgo        | Marocco            |
| Messico            | Norvegia           | Polonia            | Svezia             |

Hanno partecipato anche se in forma non ufficiale: Germania, Francia, Canada, Regno Unito, Danimarca e Palestina.